# Rattostunturi
Rattostunturi är en kulle i Finland.   Den ligger i den ekonomiska regionen  Tornedalens ekonomiska region  och landskapet Lappland, i den norra delen av landet, 700 km norr om huvudstaden Helsingfors. Toppen på Rattostunturi är 327 meter över havet.
Terrängen runt Rattostunturi är platt åt nordväst, men åt sydost är den kuperad. Runt Rattostunturi är det mycket glesbefolkat, med 2 invånare per kvadratkilometer.